# 加爾文大學 (密歇根州)
加爾文大學（英語：Calvin University），前身稱加爾文學院（英語：Calvin College）。始建於1876年，是一所位於密歇根州大急流市的福音派人文科學大專院校。

## 歷史
加爾文大學由基督新教加爾文派創立，帶有新教徒的改革傳統。在2003年，加爾文大學的學生約4300人，當中有54%來自密歇根州，38%來自美國其他州份，並有8%是外國留學生。加爾文大學名字來自16世紀宗教改革的代表人物約翰·加爾文。
加爾文大學及加爾文神學院創立本意是訓練神職人員，第一年了招收7個學生。剛開辦時的六年制課程包括4年文藝課目及2年的神學科目。在1894年開始容許沒有神學背景的學生修讀額外課程，學院並因此轉型為一所預科學校。1900年，課程發展更多元化，並吸引有意擔任教職的學生及預備在大學就讀專業課程的學生。1906年，開辦4年制預科課程及兩年大專課程的文藝系正式成立為約翰·加爾文專科學校。隨後，這間兩年制學院轉型為四年制學院，並取消預科系。1917年，學院搬到大急流市的佛蘭克林街，直至1962年才開始遷往大急流城南部的諾爾克雷斯特農場新址。加爾文大學在1921年頒發第一份文學士學位。
雖然該校早年發展緩慢，但在1930年第二次世界大戰前夕學生數目已達至350-450人。在1950年收生數目更升至1270人。在1962年至1973年間，學院遷往較大的諾爾克雷斯特農場新址。在20世紀後期，加爾文大學學生人數超過4000人，招生人數從此穩定下來。
時至今日，該校課程普及至多項專業教育，但學院始終保留注重人文科學培育的目標，並視為瞭解基督教的神所創造的世界及個人認知的途徑。

## 運動隊
加爾文的運動隊被稱為騎士（Knights），是在運動隊還未有官方別名時從“Calvin-ites”一詞演變而來。第一次運動隊正式稱為加爾文騎士是在1926年-1927年。傳統上，加爾文的運動隊喜歡跟密歇根州的希望學院（Hope College）比賽，皆因它們在辦學團體及地理上均有緊密聯繫。加爾文的運動隊現在仍是密歇根州西部的著名運動隊之一，間中受到同有基督教改革派背景，位處愛荷華州的多爾特學院（Dordt College，又譯鐸特學院）挑戰。

## 爭議
2005年5月，美國總統乔治·W·布什應邀擔任該校2005年畢業典禮主禮嘉賓。雖然大部分人都支持小布希出席該畢業典禮，但仍有一眾教授、學生、以及校友在其出席其間示威，反對小布希的一系列政策和決定。雖然如此，這事件顯示加爾文大學有着較其他基督教學校更開放的政見及多元化的思想，並且較多偏向自由派的學者。事後，該校專責對外事務副校長湯姆·麥克沃特更撰文認同此事上表現出的思想多元化。

## 大事記
- 1876年8月4日，於密歇根州大急流市的泉街建立
- 1892年，校址遷往密歇根州大急流市的麥迪森大街（Madison Ave.）及佛蘭克林街（Franklin St.），又稱第五大街（Fifth Ave.）
- 1894年9月8日，文藝科目設立神學課前的教育先修班（相對現今高校課程而言）
- 1900年，文藝課程延至5年制，並開始招收非神學系學生
- 1901年9月4日，首批女學生就讀
- 1906年，於LaGrave，Ave.基督教改革派教堂公開舉行第一次畢業典禮
- 1907年，校報《鐘鳴》（Chimes）開始發行，同年成立舊生會
- 1908年，創立預科學校
- 1914年，開辦三年制大學課程，並購下佛蘭克林街校址
- 1917年，遷往密歇根州大急流市的佛蘭克林街校址
- 1919年，第一位學院校長上任
- 1920年，成立四年制大學課程
- 1921年，第一屆學士學位畢業生
- 1924年，開辦大急流市基督教高校、最後一屆預科畢業生畢業、設立第一所校內宿舍
- 1925年，增加教師培訓課程
- 1926年，約翰娜·蒂默榮升第一位女院長
- 1928年3月8日，海克曼圖書館（Hekman Library）建成
- 1930年10月29日，位於佛蘭克林街的神學大樓落成
- 1946年，招生人數在一年內從503人升至1245人
- 1950年，學院加入密歇根州大專聯校運動聯會（Michigan Intercollegiate Athletic Association, M.I.A.A.）
- 1956年，經過基督教改革派的宗教會議批准買下諾爾克雷斯特校址
- 1960年，神學院開始在諾爾克雷斯特校址上課
- 1962年，第一個大專學科在諾爾克雷斯特上課
- 1973年，遷往諾爾克雷斯特校址完成
- 1991年，加爾文神學院及加爾文大學校董會成員分開
- 2002年，開始「東擴」計畫
- 2005年，舉辦佩特拉古文物展覽
- 2005年，美國總統乔治·W·布什應邀擔任2005年畢業典禮主禮嘉賓

## 著名教師／校友
- 但以理·貝斯，（Daniel H. Bays，1942—2019），中國基督教歷史學家
- 彼得·德弗里斯，（1910-1993）
- 理查·狄维士（Richard DeVos），商人（安麗集團）
- 弗恩·埃勒斯，物理學家，美國國會議員
- 韋恩·休森加，商人（百事達（Blockbuster Video），佛羅里達美洲豹（Florida））
- 阿爾文·普蘭廷加，哲學家，神學家，作家
- 小康奈利厄斯·普蘭丁格哲學家，神學家，作家
- 柏翠茜亞·露絲瑪（Patricia Rozema），電影《心鎖》（香港譯名）導演
- 保羅·許瑞德，導演
- 路易斯·B·史密斯，（1921–2002），作家，神學家
- 傑·溫安洛（Jay Van Andel），商人（安麗集團）
- 尼古拉斯·沃特斯托夫，哲學家，神學家，作家
- 喬治·馬斯登，歷史學家
- 哈里·斯托特，歷史學家

## 外部連結
- 基督教改革派教會（页面存档备份，存于）
- 官方網址*，（页面存档备份，存于）
- 克文數碼圖書館（页面存档备份，存于）

1. ↑  . WOODTV.com. 2019-07-08  [2019-07-09]. （原始内容存档于2019-07-09） （美国英语）.
2. ↑  . Calvin University.   [2019-07-09]. （原始内容存档于2019-07-09） （英语）.
3. ↑  . Forbes. 2019  [2020-12-09].
4. ↑  . U.S. News & World Report. 2016-09-12.